# Fresh Cream
Nagy-Britanniában 1966 decemberében, az USA-ban 1967 januárjában megjelent a Cream debütáló albuma Fresh Cream címmel. A két kiadás között volt egy kis különbség: a brit kiadáson nem volt rajta az "I Feel Free", de rajta volt a "Spoonful"; az amerikai kiadáson viszont épp fordítva, az "I Feel Free" rajta volt, de a "Spoonful" hiányzott. Az album Nagy-Britanniában a 6., az USA-ban a 39. helyezést érte el. Első kislemezük, a "Wrapping Paper" nem volt sikeres, a másodikat, az "I Feel Free"-t valamivel többen vették meg. Az albumon megtalálhatók régi blues-klasszikusok kitűnő interpretációi éppúgy, mint saját szerzemények. A Cream albumai közül ez volt a legkevésbé sikeres, de sok dala a koncertek állandó részévé vált.
Az album ötvözte a zenekar és az ambiciózus ausztrál menedzser, Robert Stigwood elképzeléseit (ő az anyagi sikert helyezte előtérbe). Baker saját számokat akart felvenni, mert szerinte ez nagyobb megbecsülést jelentett, meg a tiszteletdíjakat is ők kapták volna. Bruce nem akart mellékszereplő lenni, ezért Pete Brown-nal kezdett dalokat írni (aki egyéb okok miatt ezen az albumon kisebb mértékben tudott közreműködni, mint a következőkön). Sokak meglepetésére Bruce lett az énekes, és Baker két saját dala mellé ő is hozzátett négy saját alkotást. Clapton a feldolgozandó blues-okat válogatta ki.
A hangszerelésből mindhárman egyenlően vették ki a részüket: Clapton volt a szólógitáros (más gitáros nem is volt rajta kívül), Bruce szájharmonikán, zongorán és nem utolsósorban basszusgitáron működött közre, a dalokat pedig gyakran Baker dobszólama vezette; a "Toad" című dalban dobszóló is hallható tőle. Talán csak Clapton gitárszólamainak duplázásai hagynak maguk után némi kívánnivalót, bár addig nem sűrűn volt rájuk szükség (bár a John Mayall-lal közös Bluesbreakers albumon az "All Your Love" című dalban sokkal jobban megcsinálták). A zenekar mögött álló emberek Clapton-t próbálták a középpontba helyezni, ami később egyre több problémát okozott.
Az album minősége kiváló, a dobszólamokat különösen jól sikerült felvenni. A felvételeken alkalmazott kevés duplázás az albumnak egyfajta nyerseséget adott. Stigwood produceri munkája lehetett volna jobb is, a felvétel irányítását a három zenész vette át. További problémák adódtak az elképesztő hangerővel, ám végül sikeresen megoldották őket.
A újabban megjelent CD változatokon az "I Feel Free" és a "Spoonful" is szerepel, valamint a "Wrapping Paper" és egy eddig kiadatlan dal, a "The Coffee Song".
2003-ban a "Minden idők 500 legjobb albuma (Rolling Stone magazin)" szavazásán a Fresh Cream a 101. helyet érte el.

## Az album dalai
1. "I Feel Free" (Jack Bruce – Pete Brown) – 2.51
2. "N.S.U. (Jack Bruce) – 2:43
3. "Sleepy Time Time" (Jack Bruce – Janet Godfrey) – 4:20
4. "Dreaming" (Jack Bruce) – 1:58
5. "Sweet Wine" (Ginger Baker – Janet Godfrey) – 3:17
6. "Spoonful" (Willie Dixon) – 6:30
7. "Cat's Squirrel" (Dr. Isaiah Ross) – 3:04
8. "Four Until Late" (Robert Johnson) – 2:07
9. "Rollin' and Tumblin'" (Muddy Waters) – 4:42
10. "I'm So Glad" (Skip James) – 3:58
11. "Toad" (Ginger Baker) – 5:09
12. "The Coffee Song" (Tony Colton – Ray Smith) – 2:47
13. "Wrapping Paper" (Jack Bruce – Pete Brown) – 2:22

### Kislemezek
- "Wrapping Paper"/"Cat's Squirrel" – 1966. október 7.
- "I Feel Free"/"N.S.U." – 1966. december 9.

## Közreműködők
- Ginger Baker – dob, vokál
- Jack Bruce – basszusgitár, ének, vokál, szájharmonika, zongora
- Eric Clapton – gitár, ének, vokál

és
- John Timperley – hangmérnök

## Helyezések
Album – Billboard (USA)
| Év   | Lista       | Helyezés |
| ---- | ----------- | -------- |
| 1966 | Pop Albumok | 39       |

Kislemezek – Billboard (USA)
| Év   | Kislemez      | Lista          | Helyezés |
| ---- | ------------- | -------------- | -------- |
| 1967 | "I Feel Free" | Pop Kislemezek | 116      |